# Chiropterotriton terrestris
Chiropterotriton terrestris är en groddjursart som först beskrevs av Taylor 1941.  Chiropterotriton terrestris ingår i släktet Chiropterotriton och familjen lunglösa salamandrar. IUCN kategoriserar arten globalt som akut hotad. Inga underarter finns listade i Catalogue of Life.